# Rosemary Crompton
Rosemary Crompton, född 22 april 1942, död 17 augusti 2011, var en brittisk sociolog och professor. Hon var professor i sociologi vid City, University of London från 1999 till 2008. År 2007 invaldes Crompton i British Academy.